# Die seltsame Vergangenheit der Thea Carter
Die seltsame Vergangenheit der Thea Carter é um filme dramático da Alemanha de 1929 dirigido por Joseph Levigard e Ernst Laemmle.

## Elenco
- Olaf Fønss ... Diretor Carter
- June Marlowe ... Thea Carter
- Inge Landgut ... Inge Carter
- Olga Engl ... Oma Carter
- Ernst Stahl-Nachbaur ... Van Ruyten
- Hermann Vallentin ... Polizeirat Kroll
- Camilla von Hollay ... Die Zofe
- Charles Charlia ... Charlie Mason